# Andy Chen
Chen Yi (en chino simplificado: 陳奕; Taiwán, 16 de octubre de 1986), más conocido como Andy Chen, es un actor y cantante taiwanés.

## Biografía
Estudió en la Universidad Vanung, una escuela privada de Taiwán.

## Carrera
Es miembro de la agencia "Tangerine Entertainment Co.".
Desde el 2010 se unió como miembro del dúo musical "AK" (también conocido como "Andy & Kris") junto a Kris Shen (Jian Shen Hong).
El 6 de marzo del 2011 apareció en la octava historia de la serie 33 Story House donde dio vida a Hong Yi.
En el 2016 se unió al elenco de la serie Princess of Lanling King donde interpretó a Gao Zhanggong.
En el 2017 se unió al elenco de la serie Detective Dee donde interpretó a Jiang Haochen.
Ese mismo se unió al elenco principal de la serie Special Beautiful Man (la segunda temporada de la serie "A Different Kind of Pretty Man") donde dio vida a Lin Xiyuan.
El 6 de agosto del 2017 se unió al elenco principal de la serie china Memory Love donde interpretó a Xing Shao Tian, hasta el final de la serie el 3 de diciembre del mismo año. El actor Zhu You Cheng interpretó a Shao Tian de niño.
En el 2019 se unirá al elenco de la serie Rhapsody of A Summer Dream donde dará vida a Xia Chengyi, el hermano de Xia Na (Song Yi).

## Filmografía

### Series de televisión
| Año             | Título                     | Personaje               | Notas        |
| --------------- | -------------------------- | ----------------------- | ------------ |
| 2019 - presente | Rhapsody of A Summer Dream | Xia Chengyi             |              |
| 2018            | Age of Rebellion           | Novio de Shu-Ching      | ep. #14      |
| 2017            | Detective Dee              | Jiang Haochen           |              |
| 2017            | Memory Love                | Xing Shaotian / "Louis" | 18 episodios |
| 2017            | Special Beautiful Man      | Lin Xiyuan              |              |
| 2016            | Princess of Lanling King   | Gao Zhanggong           | 47 episodios |
| 2016            | Lan Ling Wang Fei          | -                       |              |
| 2015            | The Fox Fairy Court        | Xian Fenghua            |              |
| 2015            | The Four Horsemen          | Du Tianya               |              |
| 2015            | The Day I Lost U           | Meng Zeqing             |              |
| 2015            | Seven Friends              | Zheng Yabo / Abel       | 20 episodios |
| 2011            | 33 Story House             | Hong Yi                 | (historia 8) |
| 2010            | Gloomy Salad Days          | Xiao Dao                | 4 episodios  |
| 2007            | Full Count                 | Li Ke                   |              |
| 2007            | Mean Girl Ah Chu           | Gui Haoran / Gui Wa     |              |
| 2006            | My Son is a Mob Boss       | Xu Xiaoming             |              |
| 2004            | Taipei Family              | -                       |              |

## Discografía

### Singles
| Año  | Canción                          | Álbum                         | Notas                                                                           |
| ---- | -------------------------------- | ----------------------------- | ------------------------------------------------------------------------------- |
| 2015 | You Qing Chuan Shuo (友情傳說)   | Tema para "The Four Horsemen" | junto a Kris Shen                                                               |
| 2014 | Say You Love Me Too (說妳也愛我) | Tema para "Seven Friends"     | junto a Kris Shen                                                               |
| 2014 | Baby Match (北鼻麻吉)            | Tema para "Seven Friends"     | junto a Fu Xin Bo, Kris Shen, Kirsten Ren, Tang Zhen Gang, Liu Xin y Theresa Fu |
| 2007 | 天使的翅膀                       | Tema para "Full Count"        |                                                                                 |
| 2007 | Qing Mei Tie Ma (青梅鐵馬)       | Tema para "Mean Girl Ah Chu"  | junto a Joanne Tseng                                                            |
| 2007 | Xu Yao Ai (需要愛)               | Tema para "Mean Girl Ah Chu"  |                                                                                 |

## Premios y nominaciones
| Año  | Categoría                                                                | Premio            | Series           | Resultado |
| ---- | ------------------------------------------------------------------------ | ----------------- | ---------------- | --------- |
| 2016 | Best Performance by an Actor in a Supporting Role in a Television Series | Golden Bell Award | The Day I Lost U | Nominado  |